# Bibbia di Juan e Vimara
La Bibbia di Juan e Vimara, conservata all'Archivio della Cattedrale di León (cod. 6), venne realizzata nel 920 per l'abate Mauro dell'abbazia dei Santa María y San Martín nel Regno di León, sotto la supervisione del monaco Vimara, e con la trascrizione e decorazione dello scriba e miniatore Juan (Giovanni).
La decorazione oltre alle tavole dei canoni di corrispondenza conta: i quattro fogli dedicati a ogni evangelista, prima dei rispettivi vangeli, un gruppo di scene tratte dal Nuovo Testamento e alcune pagine con motivi decorativi e animali.

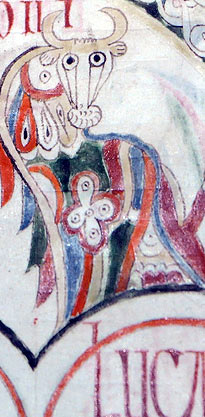
Bibbia di Juan e Vimara, particolare, f.211r.

Le tavole dei canoni e i quattro evangelisti sono realizzate in forme stilizzate, che conferiscono alla rappresentazione un aspetto prettamente ornamentale, come nel recto del folio 211 col san Luca, ove il santo, stilizzato con una linea spigolasa, è entro un circolo in cui si legge la sottoscrizione: «O lettore, leggendo, prega per lo scriba affinché Cristo lo protegga quando il Signore nostro lo avrà richiamato. Juan diacono ha fatto», con quattro secanti minori. 
Le eclettiche e originali decorazioni lo differenziano dai coevi codici miniati.
Questa Bibbia fu esposta nel 1924 a Madrid, nel 1929 a Barcellona e nel 1937 a Parigi e sono molti gli studiosi che notando le analogie tra sue raffigurazioni e alcune di Picasso ritengono non si tratti di una casualità.